# Phylica nervosa
Phylica nervosa är en brakvedsväxtart som beskrevs av Neville Stuart Pillans. Phylica nervosa ingår i släktet Phylica och familjen brakvedsväxter. Inga underarter finns listade i Catalogue of Life.